# Bertrand de Saint-Martin
Bertrand de Saint-Martin, O.S.B. (1220 - 28 de março de 1278) foi um cardeal francês, Deão do Sagrado Colégio dos Cardeais.

## Biografia
Após entrar na ordem dos Beneditinos, professou no Mosteiro de Saint-Andrè de Villeneuve, em Avinhão, sendo seu deão em 1238.
Eleito bispo de Fréjus em 1248. Foi transferido para a Diocese de Avinhão em 5 de março de 1264. Foi elevado a arcebispo metropolitano de Arles em 11 de outubro de 1266, tomou posse da Sé em março de 1267. Recebeu o pálio em 1269, com a faculdade de ser precedido pela cruz em todo o território da província, ocupou a Sé até sua promoção ao cardinalato.
Foi criado cardeal-bispo no consistório de 3 de junho de 1273, recebendo a sé suburbicária de Sabina. Subscreveu as bulas papais emitidas a partir de 7 de março de 1274 até 23 de março de 1275. Participou das sessões iniciais do Segundo Concílio de Lyon. Nomeado Decano do Colégio dos Cardeais em 1277.
Teria morrido em 28 de março de 1275 ou 1278, em Lyon. Todavia, alguns autores apontam que teria participado dos conclaves de 1276, o que indica que teria falecido, portanto, em 1277. Dessa forma, teria como sucessor a Ordonho Alvares como Deão, e não Giovanni Visconti, que teria lhe sucedido tanto na Sé de Sabina como Deão do Sacro Colégio. Como no consistório de 1278, primeiro do papa Nicolau III, não houve qualquer menção de nomeação de um novo cardeal-bispo de Sabina, supõe-se que naqueles dias ele estaria vivo.

## Conclaves
- Conclave de janeiro de 1276 - participou da eleição do Papa Inocêncio V
- Conclave de julho de 1276 - participou da eleição do Papa Adriano V
- Eleição papal de agosto-setembro de 1276 - participou da eleição do Papa João XXI
- Eleição papal de 1277 - participou como deão da eleição do Papa Nicolau III